# Edward Dannreuther

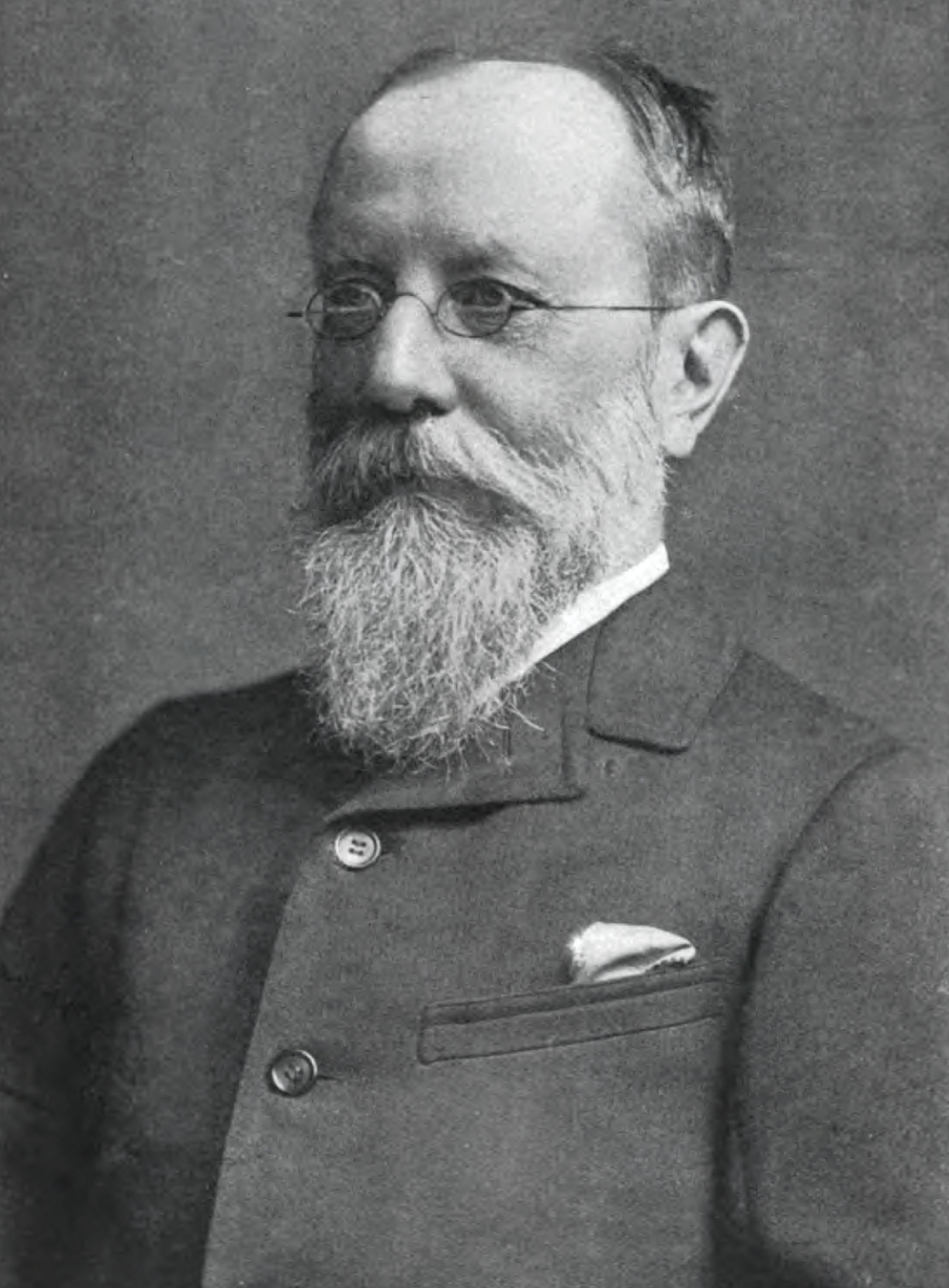
Dannreuther, 1898

Edward Dannreuther, född 4 november 1844, död 12 februari 1905, var en tysk pianist och musikforskare.
Dannreuther var från 1895 lärare vid kungliga musikakademin i London. Dannreuther var en ivrig främjare av Richard Wagners konst i London, grundade 1872 Wagnerföreningen där och översatte flera av Wagners skrifter till engelska. Han var även verksam som föreläsare och medarbetare i Groves musiklexikon. Bland Dannreuthers skrifter märks Richard Wagner and the reform of the opera (1872, 1904), Musikal ornametation (2 band, 1893-1895), samt 6 band av Oxford history of music: the romantic period (1905).